# Monnaie exogène
Pour les articles homonymes, voir Monnaie (homonymie).
La monnaie exogène est le nom donné à la théorie économique selon laquelle la monnaie est créée de manière exogène par la banque centrale, et n'est que répercutée par les banques privées. Cette théorie s'oppose à celle de la monnaie endogène, selon laquelle le système économique lui-même, lorsqu'il a besoin de monnaie, s'adresse aux banques privées qui en créent.

## Concept
L'opposition au XIXe siècle entre deux écoles de pensée économique structure les débats théoriques autour de l'origine de la monnaie. La Currency school, d'une part, soutient que la monnaie produite par les banques privées doit être liée à la détention de métaux précieux comme l'or, de sorte à éviter toute possibilité d'inflation ; la Banking school, elle, est en faveur de la liberté des banques à créer de la monnaie via le crédit, sans égard au stock de métaux précieux. La Currency school considère que la banque centrale, en créant de la monnaie banque centrale, permet aux banques de créer du crédit .
Les tenants de la théorie de la monnaie exogène s'appuient sur l'effet multiplicateur du crédit. Dans l'actuel système bancaire, qui est un système à réserves fractionnaires, les banques peuvent créer du crédit sans détenir l'équivalent de l'intégralité de ce qu'elles prêtent ; leurs réserves sont donc fractionnaires, et non pleines. Dès lors, la masse monétaire est égale à la monnaie banque centrale multipliée par le multiplicateur du crédit (M = k * MC).
La théorie de la monnaie exogène est défendue du fait de la capacité de la banque centrale à influer sur la masse monétaire. Le ciblage monétaire, qui permet un ciblage d'inflation, est soutenu par les tenants de cette théorie. Il en va de même pour la règle d'or d'accroissement de la masse monétaire, qui soutient que la banque centrale doit se fixer un objectif cohérent et constant d'augmentation de la masse monétaire.